# Rikako Kobayashi
Rikako Kobayashi, född den 21 juli 1997, är en japansk fotbollsspelare som spelar för den japanska klubben Nippon TV Beleza. Hon ingick i det japanska lag som vann U17-världsmästerskapet i fotboll för damer 2014.
Under våren 2019 debuterade Kobayashi i det japanska seniorlandslaget och blev senare samma år uttagen till VM i Frankrike.